# Sommerkälte
Sommerkälte ist ein 2016 veröffentlichter deutscher Experimental-Kurzfilm von Dorian Valentino.

## Handlung
Während ein Sprecher düstere Lyrik zum Thema Tod und Vergänglichkeit vorliest, begeht ein namenloser Hauptdarsteller seinen letzten Tag. Er begibt sich auf die Suche nach seinem verlorenen Kind. Der gläubige Mann, der in Einsamkeit und sozial isoliert lebt, besucht zunächst eine Kapelle zum Beten, gefolgt von einer Kirche. Im Anschluss bearbeitet er ein Kruzifix mit einem Messer, gefolgt von einer Kinderpuppe, der er im Intimbereich mit dem Messer ein Loch bohrt. Auf dem Friedhof trifft er auf den Tod. An einem frischen Grab hinterlässt er einen Teddybären, dann gräbt er auf einer Wiese eine Puppe aus. Anschließend tötet er eine Schnecke und einen Käfer. Im Anschluss stochert er mit einem Stock in einem toten Igel herum. Am Ende erhängt er sich an einem Baum.

## Hintergrund
Regisseur Dorian Valentino arbeitet unter Pseudonym, das offensichtlich vom Filmemacher Marian Dora beeinflusst ist. Der Film setzt, ähnlich wie dessen Filme, weniger auf Splatter, wie es bei solchen Amateurfilmen normalerweise üblich ist, sondern auf einen ruhigen Erzählstil mit einzelnen Schockeffekten, wie in diesem Fall die Tiersnuff-Szene mit dem Igel. 
Der Film erschien am 15. Januar 2016 im Eigenvertrieb. Am 6. Dezember 2023 erfolgte über das Independent-Label UltraVisual Films eine Zweitverwertung, zusammen mit einem Booklet, in dem Marian Dora den Regisseur lobte.

## Kritiken
Der Undergroundfilm wurde wenig rezipiert. Im Blog Nasty Video Ghoul schrieb Dirtee Wazabi: „Bis auf den Igel, der sein Leben lassen musste, kann man den Film durchaus empfehlen, wenn man auf ein philosophisches Untergrund-Drama steht und keine [sic!] Ekelfilm erwartet, nur weil sich der Regisseur Dorian Valentino nennt. (…) Sehr schön anzusehen war der pure Nihilismus und der Abfall vom Glauben zu Gott, den ich auch als einen [sic!] Kritik an die [sic!] Gesellschaft bezeichnen würde, den [sic!] der Film damit aussprechen will. Eventuell hätte man hier mit Sepia-Filtern arbeiten können, um dem Film eine gewisse zusätzliche Atmosphäre verleihen zu können, dennoch spreche ich dem Regisseur mein vollstes Kompliment für sein Debüt aus.“